# Madonna della Melagrana
La Madonna della melagrana è un dipinto a tempera su tavola (diametro 143,5 cm) di Sandro Botticelli, datato 1487 e conservato nella Galleria degli Uffizi a Firenze.

## Storia
L'opera è una delle poche databili della produzione matura di Botticelli. Resta infatti una menzione del Milanesi circa la commissione di un tondo con la Madonna col Bambino, avvenuta nel 1487 da parte della magistratura fiorentina dei Massai di Camera per decorare la propria Sala delle Udienze, che si trovava in Palazzo Vecchio. L'identificazione con la presente opera spetta a Herbert P. Horne, che riconobbe sulla cornice, fatta dalla bottega di Giuliano da Sangallo, la decorazione a gigli di Francia in campo azzurro, ipotizzando per questo una possibile collocazione pubblica dell'opera, celebrante la storica alleanza coi Francesi.
L'impossibilità però di rintracciare il documento originale ha fatto sorgere qualche dubbio in una parte della critica. Se l'autografia botticelliana non è mai stata messa in dubbio, la cronologia è più variata. Alcuni, come Ulmann, propongono prima del 1480, altri come Wilhelm von Bode (seguito da Schmarsow, Yaschiro e Venturi) datano l'opera a dopo il rientro da Roma (1482 circa), infine van Marle al 1480-1481.
Dell'opera esistono varie copie di bottega, oggi agli Staatliche Museen di Berlino, alla collezione Aynard di Lione e alla collezione Wernher di Londra (benché quest'ultima nel marzo del 2019 sia stata ricondotta nel novero delle opere del Maestro da parte degli esperti dell'ente britannico English Heritage).
Strette sono le affinità con la Madonna del Magnificat, sempre agli Uffizi, che in genere è datata a qualche anno prima, verso il 1485. Oltre al simile formato ed alle analogie stilistiche ricorrono nelle due opere le stesse tipologie fisiognomiche negli angeli, nel volto della Madonna e nel Bambino.

## Descrizione e stile

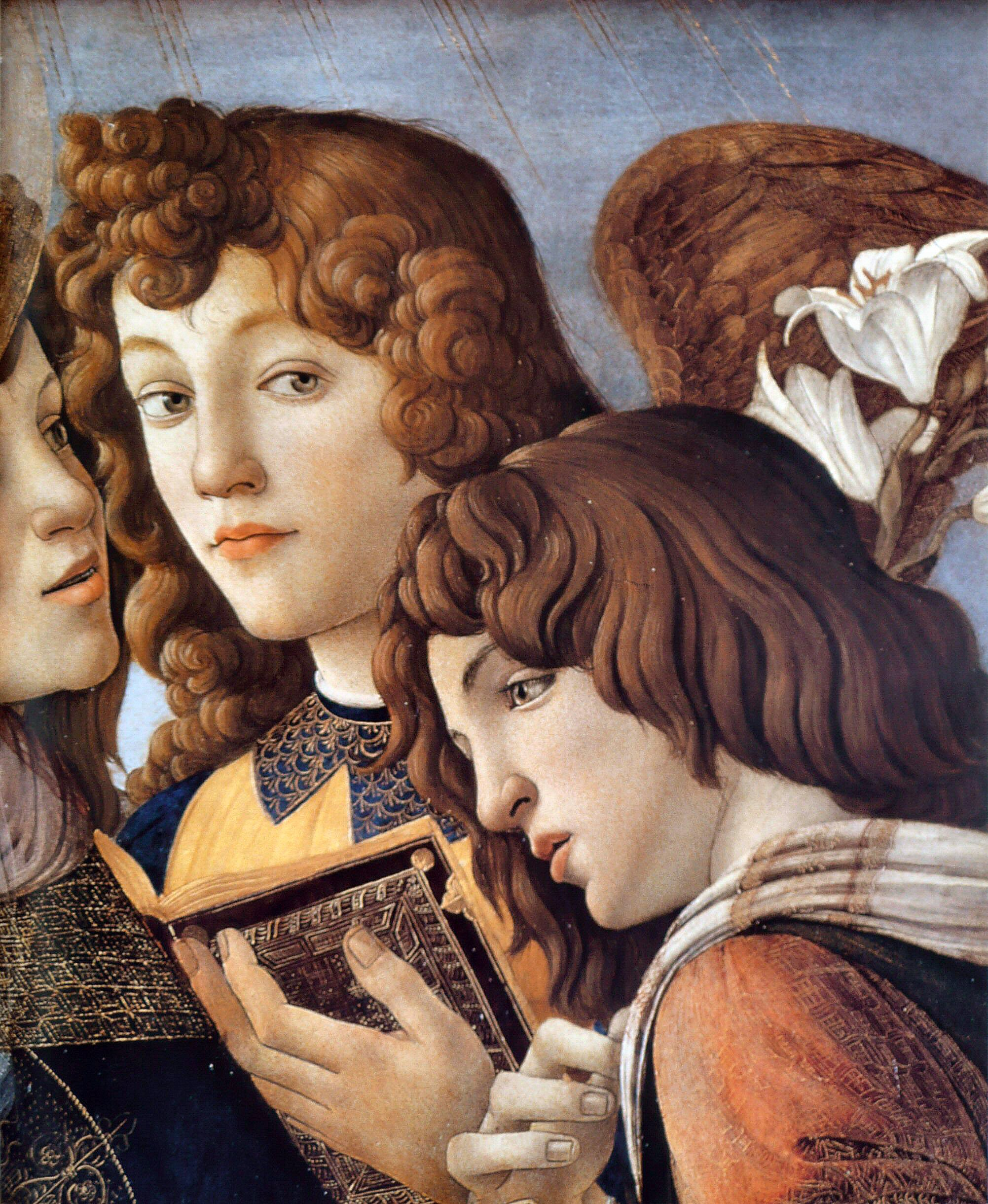
Dettaglio degli angeli

Maria si trova seduta al centro della composizione, con una figura pressoché piramidale, dilatata nell'ampio manto azzurro, bloccata dalla posa arcuata del Bambino in basso. Attorno a lei si dispongono sei angeli, occupati in veri gesti simmetrici e con gli sguardi indirizzati a vari punti diversi. Quelli ai lati, appoggiati su un festone di rose bianche e rosse (fiore mariano simboleggiante la purezza e, nel caso del rosso, il sangue della Passione di Cristo), recano i gigli bianchi, attribuito verginale di Maria, seguiti da angeli leggenti e da due, ai lati della Vergine, di cui si vedono le sole teste in espressioni varie. All'annunciazione rimandano anche le parole ricamate sulla stola dell'angelo a sinistra: AVE GRATIA PLENA.
Il repertorio fanciullesco dei vari atteggiamenti, come quello dell'angelo di destra che sbircia nel libro del vicino, o quello che sembra bisbigliare qualcosa all'orecchio del compagno, richiama l'esempio dei primi maestri fiorentini come Donatello e Luca della Robbia filtrati da Filippo Lippi, che traevano ispirazione direttamente dall'osservazione quotidiana. Quello che guarda lo spettatore ha la funzione di richiamare l'attenzione verso il centro della composizione e veniva detto "festaiuolo", dal nome del narratore nel teatro rinascimentale.
La percezione di spazialità è affidata unicamente alla disposizione a semicerchio degli angeli, con una netta prevalenza del dato umano su tutti gli altri. La melagrana che la Madonna e il bambino tengono in mano è invece simbolo di fecondità, abbondanza e regalità (poiché è un frutto con la coroncina), nonché dotato di grani rossi che, simili a goccioline di sangue, prefigurano il sacrificio di Gesù; inoltre simboleggia l'unità della Chiesa, per i chicchi che stanno tutti uniti nel guscio. L'ovale del volto idealizzato della Vergine rimanda ad altri capolavori dell'artista, come la Madonna del Libro o i ritratti di Simonetta Vespucci.